# Ford Puma
La Ford Puma è una piccola coupé sportiva prodotta dalla casa automobilistica statunitense Ford nel suo stabilimento tedesco di Colonia dal 1997 al 2002 esclusivamente per il mercato europeo.

## Profilo e contesto
Il pianale era lo stesso della quarta generazione della Ford Fiesta, entrata in produzione nel 1995, e il suo design seguiva la corrente del New Edge inaugurato alla fine di quell'anno dalla Ford Ka, seppure in forme meno accentuate; la vettura andava ad inserirsi in un segmento di mercato all'epoca relativamente nuovo, quello delle piccole vetture sportive derivate da utilitarie di segmento B, nato nel 1994 con il lancio della Opel Tigra, di fatto la principale concorrente della Puma.
Per quanto riguarda l'impostazione meccanica, si trattava di una vettura a motore trasversale e trazione anteriore dotata di un impianto frenante misto, con freni a disco all'anteriore e a tamburo al posteriore e sospensioni anteriori MacPherson e posteriori a ruote interconnesse. Venne equipaggiata con motori a benzina a 4 cilindri in linea, uno dei quali sviluppato in collaborazione con Yamaha Motor, tutti ad iniezione, omologati Euro2 ed accoppiati ad un cambio manuale a 5 marce rapido e molto preciso.
Nel campo della sicurezza automobilistica, così come tutte le Ford della stessa epoca, ha di serie i due airbag frontali e l'ABS con TCS.

### Allestimenti
L'allestimento era full-optional sia per le versioni 1.4 e 1.7 e comprendeva climatizzatore manuale, autoradio con lettore CD, cerchi in lega 15" su pneumatici 195/50, specchietti retrovisori elettrici, fari parabolici lenticolari con altezza regolabile elettricamente, finiture in alluminio satinato, chiusura centralizzata, pomello cambio in alluminio, scarico bosal di serie, vernice metallizzata, immobilizer, volante con inserti in pelle traforata e sedili sportivi contenitivi con regolazione elettrica dell'altezza del sedile di guida.

## Il restyling del 1999

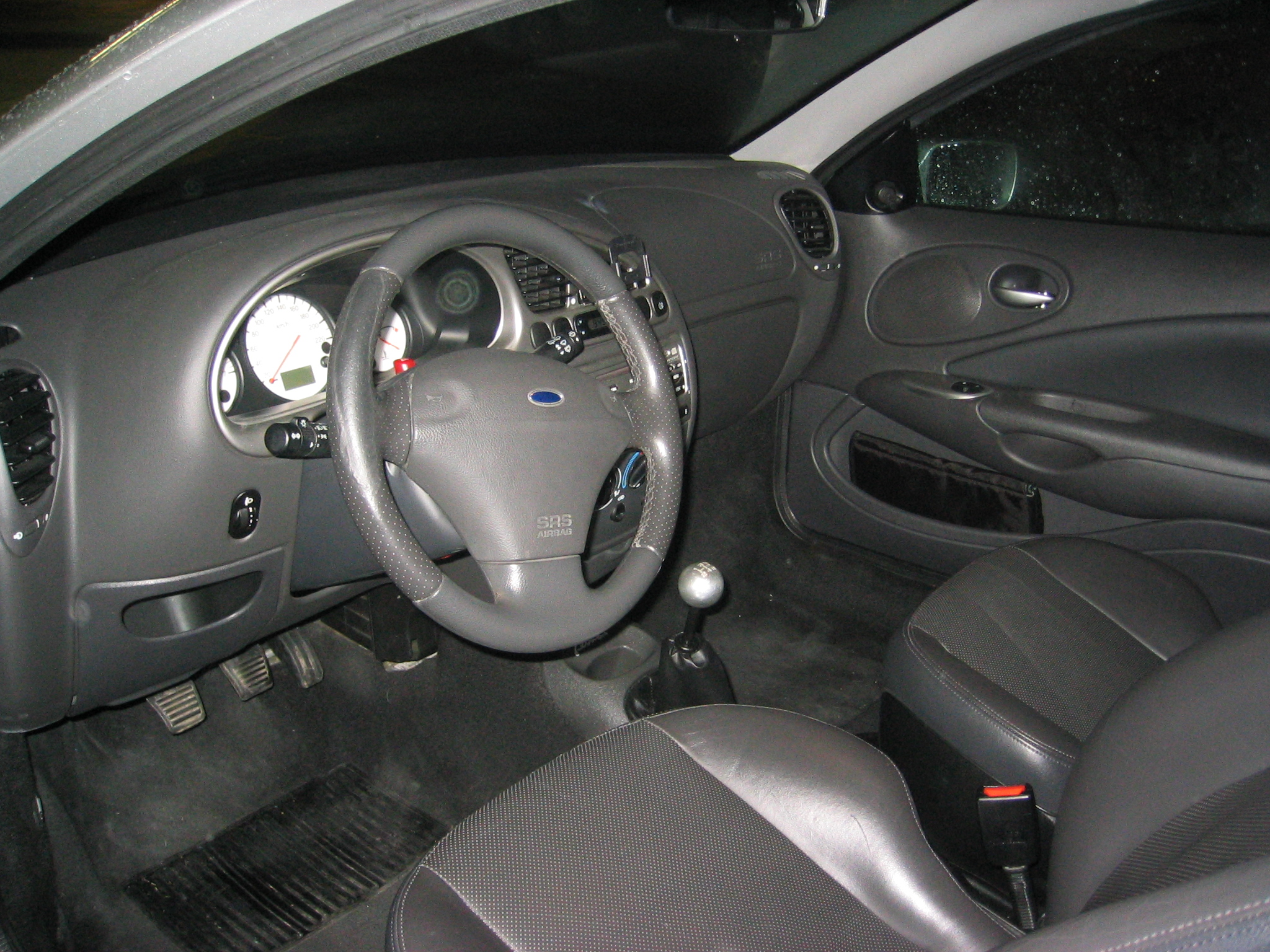
Gli interni di una Ford Puma

Nella primavera del 1999 arrivò l'unico restyling del modello, con cui su tutte le auto vennero modificati gli interni con nuovi tessuti, nuovo disegno dei sedili, logo Ford colorato sul volante, nuovo tachimetro con display e altri dettagli; venne inoltre potenziato l'impianto frenante, modificato il disegno dei cerchi in lega e aggiunto il 3° stop nel portellone.
Il motore 1.7i venne modificato per rispettare le normative antinquinamento Euro3 e venne lanciata una nuova versione base con allestimento semplificato dotata di un nuovo motore 1.6i (omologato Euro4) al posto del vecchio 1.4i, che uscì di produzione.
Nel 2002 cessò la produzione del modello, che non fu sostituito nei listini Ford da nessuna auto simile.

## Motorizzazioni
Fu resa disponibile in 3 motorizzazioni, tutte a benzina, in comune con alcuni modelli Mazda. Il 1.7i era esclusivo per la Puma e venne realizzato e sviluppato in collaborazione con Yamaha; si trattava di un motore interamente realizzato in alluminio. I blocchi motore sgrossati venivano spediti dalla sede Ford di Valencia agli stabilimenti Yamaha in Giappone, che si occupavano di lavorarli e assemblarli, placcando le canne dei cilindri in Nikasil, una tecnologia usata in campo motociclistico, e montando alberi motore giapponesi; i motori finiti venivano poi rispediti alla Ford di Colonia, dove veniva montato sulle Puma prodotte.
| Modello                              | Potenza                   | Coppia               | Omologazione                       | Periodo produzione          | Velocità km/h | Accelerazione 0/100 km/h | Consumo medio |
| ------------------------------------ | ------------------------- | -------------------- | ---------------------------------- | --------------------------- | ------------- | ------------------------ | ------------- |
| 1.4i 16v                             | 66 kw/90 CV a 5600 g/min  | 125 Nm a 4500 g/min  | Euro 2                             | primavera '98 → autunno '00 | 182           | 11.1 s                   | 13,9 km/l     |
| 1.6i 16v                             | 76 kw/103 CV a 6000 g/min | 145 N·m a 4000 g/min | Euro 4                             | autunno '00 → autunno '02   | 190           | 10.9 s                   | 13,5 km/l     |
| 1.7i 16v VCT (con variatore di fase) | 92 kw/125 CV a 6300 g/min | 157 N·m a 4500 g/min | Euro 2, Euro 3 (dal novembre 2000) | autunno '97 → autunno '02   | 213           | 8.6 s                    | 13,5 km/l     |

Tra le versioni offerte, ad ottenere il maggior successo di vendite è stata la più "piccola" 1.4i 16v, giudicata maggiormente limitata nei consumi ma capace di prestazioni di classe superiore.
Grazie anche al suo peso contenuto di poco più di 1000 kg, la motorizzazione più potente 1.7i riuscì a rendere la vettura eccitante e con ottime prestazioni, con bassi corposi e con un'accelerazione degna di nota; ciò, abbinato ad un cambio molto rapido e diretto dai rapporti corti, al volante precisissimo e ad un ottimo telaio, rese la Puma una delle piccole coupé più divertenti e performanti da guidare.
La 1.7i dispone di una curva di coppia molto favorevole, che dà la possibilità di viaggiare a soli 40 km/h in 5ª marcia ed allo stesso tempo è in grado di accelerare, sempre in 5ª, da 80 a 120 km/h in poco più di 12 secondi (al pari di un turbo-diesel di ultima generazione). Il telaio garantisce un'ottima tenuta di strada in ogni situazione e permette un controllo ineccepibile della vettura.

## Versioni speciali

### Ford Racing Puma (FRP)

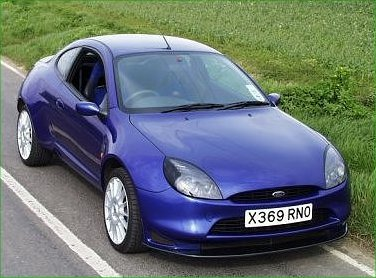
Ford Racing Puma

La Ford Racing Puma è la versione più sportiva della Puma realizzata in serie limitata esclusivamente per il mercato inglese in soli 500 esemplari nello stabilimento Tickford di Daventry nel Regno Unito.
Sviluppata dagli stessi specialisti Ford Rally di Boreham questa versione era spinta da una versione modificata del motore 1.7i VCT ed era dotata di un bodykit estetico specifico, freni a disco posteriori e anteriori da competizione Alcon con pinze a 4 pompanti, sedili sportivi Sparco in alcantara blu e cerchi in lega Speedline da 17". Degli originali 500 esemplari previsti solo 288 vennero venduti ai privati, anche a causa del prezzo elevato. Tutti quanti erano di colore Imperial Blue, non più disponibile in Inghilterra nelle normali Puma di serie. Quando la Ford si accorse che le vendite ristagnavano, le catene di montaggio vennero fermate e le Racing Puma rimaste invendute vennero offerte ad alcuni manager Ford come auto aziendali.

## Attività sportiva

### Ford Puma S1600

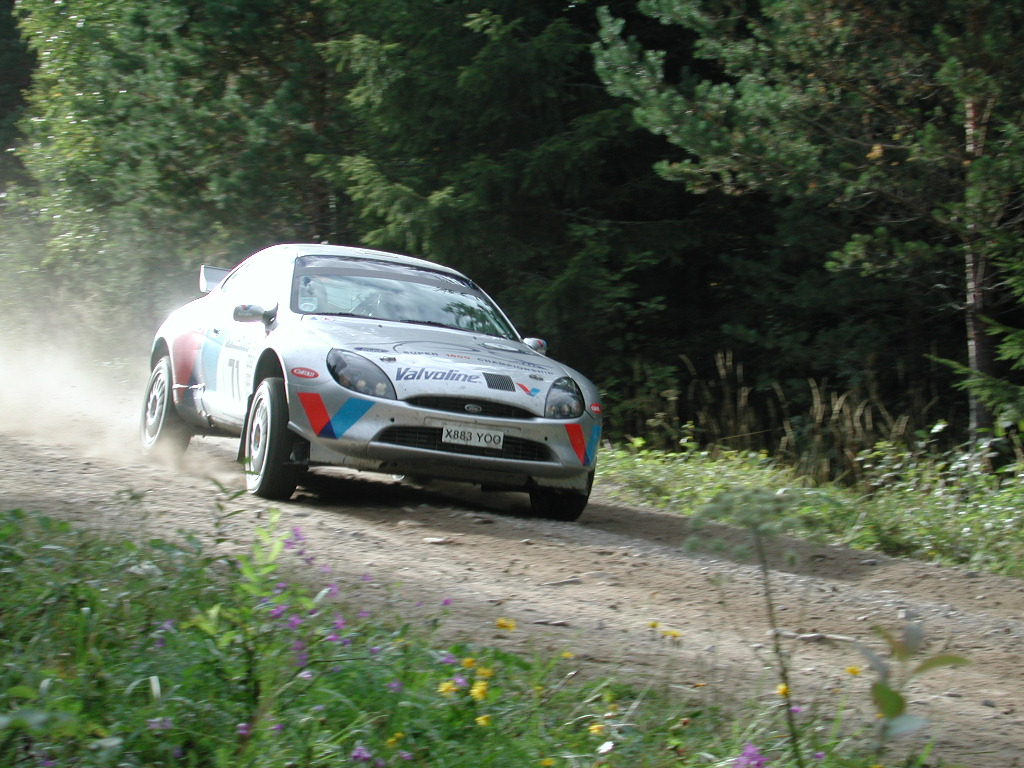
Ford Puma S1600 in azione in un Rally

Gli specialisti Ford Rally di Boreham realizzarono una versione della Puma per competere nei rally nella categoria Super 1600. La versione da competizione veniva spinta da una versione speciale del motore in alluminio 1.7i 16 valvole di serie con cilindrata ridotta a 1596 cm³, elaborato per erogare oltre 200 CV a 9000 giri al minuto, accoppiato ad un cambio sequenziale Hewland a 6 rapporti e un differenziale a slittamento limitato. 
Era equipaggiata con sospensioni MacPherson anteriori e posteriori Ford Racing completamente regolabili. L'impianto frenante sfruttava freni a disco Alcon su tutte le ruote, anteriori con dischi autoventilanti da 355 mm di diametro e pinze a quattro pompanti e posteriori da 260 mm di diametro con pinze a due pompanti. Gli interni erano stati spogliati di tutto il superfluo e dotati di un roll-bar omologato, mentre all'esterno il paraurti anteriore, quello posteriore e le minigonne vennero sostituiti da altri più leggeri in materiale composito. Il serbatoio di sicurezza poteva contenere fino a 55 litri di benzina. I cerchi in lega potevano essere Tarmac 7x17" oppure Gravel 6x15” a seconda del tipo di percorso.

## Riconoscimenti
- 1997 - La Puma è stata nominata Auto dell'anno 1997 dalla rivista inglese "Top Gear" per le incredibili sensazioni di guida che riusciva a trasmettere.
- 2001 - Miglior auto sportiva di piccole dimensioni (Ford Puma 1.7)

## Campagna pubblicitaria
Grazie alla moderna tecnologia digitale, la Ford Puma ha avuto il defunto Steve McQueen come testimonial della campagna promozionale di lancio; in particolare, utilizzando alcune sequenze del film Bullitt (1968) elaborate con la tecnica del motion tracking, la pubblicità mostrava McQueen alla guida di una Puma lungo le strade di San Francisco.

## Ford Puma (2019)
La denominazione Puma è stata riutilizzata dalla Ford per un crossover di piccole dimensioni prodotto e venduto in Europa dal 2019 e derivato dalla piattaforma della Ford Fiesta Mk7.